# Emilio Sánchez
Emilio Sánchez Vicario, född 29 maj 1965 i Madrid i Spanien, är en spansk högerhänt tidigare professionell tennisspelare med störst framgångar som dubbelspelare.

## Tenniskarriären
Emilio Sánchez blev professionell spelare på ATP-touren 1984. Han vann 15 singel- och 50 dubbeltitlar på touren. Bland dubbelmeriterna märks tre titlar i Grand Slam-turneringar och ytterligare två i mixed dubbel. Sin högsta singelranking, nummer 7, nådde han i april 1990. I dubbel rankades han som världsetta från april 1989. Han upphörde med spel på touren efter säsongen 1998. Sánchez vann $5,339,395 i prispengar.
Sánchez vann sina singeltitlar perioden 1986-92 genom finalsegrar över bland andra Sergi Bruguera, Mats Wilander, Miloslav Mecir och brodern Javier Sánchez.
Det är som dubbelspelare Sánchez är mest bekant. Av de totalt 50 dubbeltitlarna perioden 1985-95 vann han 44 tillsammans med landsmannen Sergio Casal. Sin första GS-titel i dubbel vann han dock tillsammans med Andrés Gómez från Ecuador (Franska öppna 1988, finalseger över John Fitzgerald/Anders Järryd med 6-3, 6-7, 6-4, 6-3). De övriga två GS-titlarna i dubbel vann han tillsammans med Casal (US Open 1988 och Franska öppna 1990). Paret Sánchez/Casal vann silver i dubbel i olympiska sommarspelen 1988 i Seoul, Sydkorea.
I par med Pam Shriver vann Sánchez mixed dubbel-titeln i Franska öppna 1987. Samma säsong vann han också mixed dubbeln i US Open tillsammans med Martina Navratilova.
Emilio Sánchez deltog i det spanska Davis Cup-laget 1984-93 och 1995-96. Han spelade totalt 55 matcher för laget och vann 32 av dessa.

## Spelaren och personen
Emilio Sánchez föddes in i en mycket tennisintresserad familj. Hans yngre syskon Arantxa Sánchez Vicario och  Javier Sánchez var också professionella toppspelare i tennis. Som ett kuriosum kan nämnas att säsongen 1987 möttes bröderna Emilio och Javier i singelfinal i Madrid, vilket var första gången under den öppna eran (sedan 1968) som två bröder varit finalmotståndare i en större turnering på touren.  

## Grand Slam-titlar
- Franska öppna
  - Dubbel - 1988 (med Andrés Gómez), 1990 (med Sergio Casal)
  - Mixed dubbel - 1987 (med Pam Shriver)
- US Open
  - Dubbel - 1988 (med Sergio Casal)
  - Mixed dubbel - 1987 (med Martina Navratilova)

## ÖvrigaATP-titlar
- Singel
  - 1986 - Nice, München, Båstad (Swedish Open)
  - 1987 - Gstaad, Bordeaux, Kitzbuhel, Madrid
  - 1988 - Hilversum
  - 1989 - Kitzbuhel
  - 1990 - Wellington, Estoril
  - 1991 - Barcelona, Rom (Italienska öppna), Gstaad
  - 1992 - Sydney utomhus
- Dubbel
  - 1985 - Kitzbuhel, Genève, Barcelona
  - 1986 - München, Florence, Gstaad, Bastad, Hamburg
  - 1987 - Philadelphia, Nice, Bologna, Bordeaux, Kitzbuhel, Itaparica
  - 1988 - Madrid, Monte Carlo, Stuttgart utomhusr, Hilversum, Kitzbuhel, Barcelona, Itaparica, Bologna
  - 1989 - Hamburg, Kitzbuhel
  - 1990 - Estoril, Rom (Italienska öppna), Gstaad, Hilversum, Palermo, Bryssel
  - 1991 - Auckland, Stuttgart inomhus, Hamburg, Buzios, Stuttgart utomhus
  - 1992 - Sydney utomhus, Hamburg, Kitzbuhel, Bordeaux
  - 1993 - Genova, Palermo, Tel Aviv, Sao Paulo
  - 1994 - Gstaad, Buenos Aires
  - 1995 - Atlanta, Montevideo